# Zygiella minima
Zygiella minima là một loài nhện trong họ Araneidae.
Loài này thuộc chi Zygiella. Zygiella minima được Joachim Schmidt miêu tả năm 1968.